# يولاليا
القديسة يولاليا (حوالي 290 - 12 فبراير ، 303) ، قديسة شفيعة لبرشلونة، كانت عذراء مسيحية رومانية تبلغ من العمر 13 عامًا استشهدت في برشلونة أثناء اضطهاد المسيحيين في عهد الإمبراطور دقلديانوس في فترة قرب نهاية الحظر المفروض على المسيحية. هناك بعض الخلاف حول ما إذا كانت هي نفسها القديسة يولاليا من ميريدا [الإنجليزية] التي لها قصة شبيه بها. 

## تاريخ
كانت يولاليا ابنة عائلة نبيلة تعيش بالقرب من مدينة برشلونة. أثناء الاضطهاد في عهد دقلديانوس حين وصل الحاكم داتشيان [الإنجليزية] إلى المدينة عازمًا على تنفيذ الأحكام. في وقت لاحق دخلت يولاليا المدينة وواجهت الحاكم داتشيان بسبب اضطهاده للمسيحيين بلا رحمة. ونظرًا لعدم قدرة داتشيان على مجاراتها في الحديث والإقناع بسبب أنها كانت فصيحة اللسان، فقد قام بتجريدها من ملابسها وجلدها، وتبع ذلك التعذيب بأدوات متعددة حتى تنكر معتقداتها أو تموت. وقام بكي جراحها بالنار، لكن النيران تطايرت على معذبيها، ودعت أن يأخذها الله إلى الجنة ثم ماتت.
يٌعتقد أن حمامة قد طارت من فمها بعد وفاتها، ثم غطت عاصفة ثلجية مفاجئة جسدها مثل الثوب. في التقاليد المسيحية يُعتقد أن تعذيبها بلغ ذروته بصلبها على صليب على شكل X، وقد تم رسمها باللوحات بهذا الصليب كأداة لاستشهادها. ومع ذلك فقد افتُرض أنها تعرضت للتعذيب العلني على صليب X وتركت هناك بعد وفاتها مما أدى إلى تصوير فني لمحنتها وأدى لاحقا إلى الاعتقاد بأنها صلبت.

## التقديس
دُفن جسدها في الأصل في كنيسة سانتا ماريا دي ليس أرينيس (كنيسة سانتا ماريا دل مار) واختفى عام 713 ، ولم يُستعاد إلا في عام 878. في عام 1339 ، تم نقله في تابوت من المرمر إلى سرداب كاتدرائية برشلونة المبنية حديثًا. يقام مهرجان القديسة يولاليا في برشلونة لمدة أسبوع في يوم عيدها الموافق في 12 فبراير. 